# Euvgenia Parakhina
Euvgenia Parakhina (Russisch: Евгения Парахина; Jevgenija Parachina [jɪvˈgʲenʲɪjə pɐˈraxʲɪnə]) (Gorki, 15 juli 1971) is een Nederlandse professionele danseres van Russische afkomst. Ze raakte bekend door de RTL 4-dansprogramma's Dancing with the Stars en So You Think You Can Dance. Haar vaste danspartner is Peter Bosveld.

## Biografie
Parakhina begon al vroeg in haar leven met muziek. Voor haar vijftiende had ze een complete opleiding als violiste afgerond. Naast het vioolspelen was Parakhina ook een verwoed hardloopster, met name op de korte afstand. Waardoor ze voor de Russische ploeg werd geselecteerd. Na haar muzikale opleiding ging ze naar het conservatorium, waar ze in 1983 kennismaakte met dansen, daarin bleek haar hart te liggen.  
In juni 1990 reisde ze dankzij een uitwisselingsprogramma van het conservatorium voor het eerst naar Nederland af. In de Efteling verzorgde ze als danseres diverse voorstellingen. Later leerde ze in Nederland een vriend kennen, bij wie ze in 1994 introk. Het dansen bleef aantrekkelijk voor haar. Dankzij diverse contacten leerde ze Peter Bosveld kennen, het klikte direct tussen hen. Na twee maanden met elkaar te hebben getraind, dansten ze hun eerste wedstrijd (Latijns-Amerikaanse dansen) in Parijs en eindigden ze bij de eerste twaalf.
Daarop begon ze met haar eerste ballroom-danslessen. Samen met Bosveld, behaalde ze 8 kampioenstitels in diverse disciplines, zowel tijdens Europese als wereldkampioenschappen. Sinds de komst van Dancing with the Stars in 2005 trainde ze ieder seizoen een bekende Nederlander met wie zij dan in het programma danste. Ook begeleidt en traint ze wedstrijdparen en geeft zij met Bosveld shows op diverse evenementen.

## Televisie
- Dancing with the Stars - Professioneel danser (2005-2007)
- So You Think You Can Dance - Jurylid (2008-2013) / Choreograaf (2009)
- De schat van de Oranje - Kandidaat (2012)
- Strictly Come Dancing - Jurylid (2012)
- Fort Boyard - Kandidaat; team dansers (2012)
- Sterren op de Dansvloer - Jurylid (2012)
- So You Think You Can Dance The Next Generation - Jurylid (2013)
- Typisch Carlo & Irene - deelnemer (2014)
- Ranking the Stars - Kandidaat (2014)
- We are family - Jurylid (2015)
- Dance Dance Dance - Kandidaat (2015)
- Vier handen op één buik - deelnemer (2016)
- De Kist - gast (2018)
- Dancing with the Stars - Jurylid (2019)
- Ik weet er alles van! VIPS - Deelnemer; Duitsland als specialisme (2020)
- Project Rembrandt - Gast jurylid (2022)
- Celebrity Apprentice - Deelnemer (2022)
- The Interior Project VIPS - Deelnemer (2023)
- James de musical - gast (2023)
- De Alleskunner VIPS Kerstspecial - Deelnemer (2023)